# Ізотермічний відпал сталей
Ізотермічний відпал — різновид відпалу ІІ роду. Полягає у нагріванні зазвичай легованої сталі, як і для повного відпалу, і порівняно швидкому охолодженні до температури 660…680 °C. При цій температурі призначають ізотермічне витримання протягом 3…6 годин для повного розпаду аустеніту, після чого проводять прискорене охолодження на повітрі. Ізотермічний відпал є найкращим способом зниження твердості й поліпшення обробки різанням складнолегованих сталей, наприклад 18Х2НЧВА.
Перевага цього методу полягає у скороченні тривалості процесу. Як правило, ізотермічному відпалу піддають поковки та сортовий прокат невеликих розмірів із цементованої легованої сталі.